# Clusia polysepala
Clusia polysepala är en tvåhjärtbladig växtart som beskrevs av Adolf Engler. Clusia polysepala ingår i släktet Clusia och familjen Clusiaceae. Inga underarter finns listade i Catalogue of Life.